# Frans Bonduel
Frans Bonduel foi um ciclista belga, nascido a 26 de setembro de 1907 em Dendermonde e falecido a 23 de fevereiro de 1998. Profissional de 1928 a 1947, ganhou o Volta à Flandres em 1930, a Paris-Tours em 1939 e três etapas do Tour de France. Passou toda a sua carreira na mesma equipa, o Dilecta francêsa.

## Palmarés
| 1928 - 1 etapa do Critérium des Aiglons 1930 - 1 etapa do Tour de France - Volta à Flandres - Coupe Sels 1932 - 2 etapas do Tour de France - Grande Prêmio Stad Sint-Niklaas 1933 - Tour de Limburgo 1934 - Paris-Bruxelas | 1936 - 1 etapa da Paris-Saint-Étienne - 1 etapa da Volta à Catalunha 1937 - Coupe Sels 1938 - 1 etapa da Volta à Alemanha 1939 - Paris-Tours - Paris-Bruxelas - 1 etapa da Paris-Nice 1946 - 1 etapa da Paris-Nice |

## Resultados nas grandes voltadas
| Carreira           | 1928 | 1929 | 1930 | 1931 | 1932 | 1933 | 1934 | 1935 | 1936 | 1937 | 1938 | 1939 | 1940 | 1941 | 1942 | 1943 | 1944 | 1945 | 1946 | 1947 |
| ------------------ | ---- | ---- | ---- | ---- | ---- | ---- | ---- | ---- | ---- | ---- | ---- | ---- | ---- | ---- | ---- | ---- | ---- | ---- | ---- | ---- |
| Giro d'Italia      | -    | -    | -    | -    | -    | -    | -    | -    | -    | -    | -    | -    | -    | -    | -    | -    | -    | -    | -    | -    |
| Tour de France     | -    | 12º  | 7º   | -    | 6º   | -    | 18º  | -    | -    | -    | -    | -    | -    | -    | -    | -    | -    | -    | -    | -    |
| Volta a Espanha    | -    | -    | -    | -    | -    | -    | -    | -    | -    | -    | -    | -    | -    | -    | -    | -    | -    | -    | -    | -    |
| Mundial em Estrada | -    | -    | -    | -    | -    | -    | -    | -    | -    | -    | -    | -    | -    | -    | -    | -    | -    | -    | -    | -    |